# Rhynchospora punctata
Rhynchospora punctata är en halvgräsart som beskrevs av Stephen Elliott. Rhynchospora punctata ingår i släktet småag, och familjen halvgräs. Inga underarter finns listade i Catalogue of Life.